# 佐藤正一 (陸軍軍人)
佐藤 正一（さとう しょういち、1895年（明治28年）4月25日 - 1989年（平成元年）1月23日）は、大日本帝国陸軍軍人。最終階級は陸軍中将。

## 経歴
1895年（明治28年）に山形県で生まれた。陸軍士官学校第28期、陸軍大学校第36期卒業。1937年（昭和12年）12月に第2飛行団司令部部員に就任し、1938年（昭和13年）7月に陸軍航空兵大佐に進級。1939年（昭和14年）3月に飛行第31戦隊長（第3飛行集団・第1飛行団）に転じ、日中戦争に出動。1940年（昭和15年）10月1日に航空兵団司令部附となり、12月1日に第5飛行集団参謀長に就任した。
1941年（昭和16年）10月に陸軍少将に進級し、1942年（昭和17年）3月24日に下志津陸軍飛行学校附を経て、8月15日に第17飛行団長（第1航空軍）に就任した。1944年（昭和19年）3月9日に第10飛行師団長心得となるが、3月28日には第1航空軍参謀長に転じた。1945年（昭和20年）3月1日に陸軍中将に進級し、6月1日に第1飛行師団長に親補され、北海道札幌で終戦を迎えた。
1947年（昭和22年）11月28日、公職追放仮指定を受けた。